# Niemiecki Rejon Narodowy
Rejon niemiecki narodowy (ros. Немецкий национальный район, niem. Nationalkreis Halbstadt) – rejon na terenie wchodzącego w skład Rosji syberyjskiego Kraju Ałtajskiego.

## Położenie i powierzchnia
Rejon leży w południowej Syberii, w północno-zachodniej części Kraju Ałtajskiego, w pobliżu granicy z Kazachstanem.
Powierzchnia regionu wynosi niespełna 2 tys. km², obszar ten stanowi równina, będąca częścią Stepu Kułundyńskiego.
Na obszarze rejonu nie ma rzek ani jezior.

## Fauna i flora
Naturalną roślinność tych terenów stanowi roślinność stepowa, złożona głównie z traw (np. ostnic) i innych roślin zielnych (jak bylice), a także z pojedynczych drzew, głównie brzóz, klonów i topoli. Obecnie większość tego typu roślinności ustąpiła miejsca kulturom rolnym.
Faunę rejonu reprezentują m.in. – ze ssaków – liczne gatunki gryzoni, zające i lisy, a z ptaków – wróblowate, wrony, sroki, gawrony, sikory, szpaki, sowy i in.

## Klimat
Na terenie rejonu panuje suchy klimat umiarkowany, typu ostro kontynentalnego. Charakteryzuje się on znacznym zróżnicowaniem temperatur – występują tutaj zarówno bardzo ostre zimy, jak i bardzo ciepłe lata. Średnia temperatura powietrza w styczniu to –19 °C, zaś w lipcu +22,2 °C. Opady nie są obfite; przeciętnie rocznie spada ich tutaj od 220 do 240 mm.

## Ludność
Na obszarze niemieckiego rejonu narodowego żyje 20.052 osób (2006 r.); całość populacji stanowi ludność wiejska, gdyż w skład tej jednostki podziału terytorialnego nie wchodzi żadne miasto.
Według deklaracji narodowości ze spisu powszechnego z 2002 r. Rosjanie stanowią 59,3% ogółu mieszkańców rejonu, Niemcy – 31,8%, a Ukraińcy – 5,3%. W rzeczywistości udział Niemców jest prawdopodobnie wyższy, zaś według niemieckich szacunków ok. 90% populacji posiada niemieckich przodków. Miejscowi Niemcy są w dużej mierze zrusyfikowani w codziennym życiu w większości posługują się językiem rosyjskim; niemiecki jest używany niemal wyłącznie przez starszych mieszkańców regionu.

## Osady
Na terenie rejonu znajduje się 13 wsi: Galbsztadt, Kusak, Griszkowka, Nikołajewja, Kamyszy, Szumanowksa, Podsosnowo, Riedkaja Dybrawa, Orłowo, Polewoje, Protasowo i Diegtiałowo.

### Ośrodek administracyjny
Ośrodkiem administracyjnym rejonu jest założona w 1908 r. wieś Galbsztadt, położona 430 ok. km na zachód od Barnaułu. Miejscowość ta liczy 1645 mieszkańców.

## Sfera społeczna
Na terenie rejonu funkcjonują szkoły podstawowe, przedszkola, szkoły zawodowe, artystyczne i muzyczne, obiekty sportowe: sale i stadiony, biblioteki, kluby, muzeum historyczno-krajoznawcze itd. Większość tych instytucji skoncentrowana jest w ośrodku administracyjnym rejonu – Galbsztadcie.

## Gospodarka

### Rolnictwo
Podstawą gospodarki rejonu jest rolnictwo. Największe znaczenie ma produkcja zbóż; ważną rośliną uprawną są też słoneczniki. Na terenach sztucznie nawadnianych istnieje także uprawa roślin pastewnych oraz warzyw.
Istnieje także rozwinięta hodowla zwierząt, o kierunku mleczno-mięsnym.

### Przemysł
W rejonie istnieje drobny przemysł spożywczy, który zajmuje się obróbką płodów rolnych regionu. Zaliczyć należy tutaj olejarnie, młyny, niewielkie zakłady mięsne i masarnie, browary, zakład produkujący chałwę. Część z tych przedsięwzięć powstała ze środków uzyskanych w ramach pomocy rządu niemieckiego.

## Transport
Głównym szlakiem komunikacyjnym na terenie rejonu jest droga kołowa łącząca Sławgorod z Kamieniem nad Obem, przechodząca m.in. przez „stolicę” rejonu – Galbsztadt.
Przez teren regionu nie przebiega linia kolejowa, a najbliższa stacja położona jest ok. 40 km od Galbsztadtu.

## Historia
Niemiecki rejon narodowy został utworzony w 1927 r. Początkowo nosił on nazwę rejon oktiabrski. Tworzenie autonomicznych jednostek administracyjnych dla mniejszości narodowych zamieszkujących ZSRR było elementem obowiązującej w początkowym okresie istnienia tego państwa polityki tzw. korienizacji, tj. przyznawania uprawnień mniejszościom narodowym, niegdyś dyskryminowanym przez carat. W jej ramach powstały także m.in. także polskie rejony autonomiczne (tzw. Marchlewszczyzna i Dzierżowszczyzna). Według szacunków, w chwili powstania regionu Niemcy i osoby niemieckiego pochodzenia stanowiły 96% populacji. Od połowy lat 30., wraz z umacnianiem się stalinizmu, w polityce Związku Radzieckiego rozpoczęto odchodzenie od zasady korienizacji i rozpoczęto powrót do polityki rusyfikacji. Z tego też powodu w 1937 r. niemiecki rejon narodowy w Kraju Ałtajskim został zlikwidowany, mimo iż zdecydowaną większość jego ludności stanowili Niemcy. Rozpoczęto działania zmierzające do rusyfikacji miejscowej ludności, m.in. zakazano wydawania niemieckojęzycznego czasopisma „Rote Fahne” (Czerwony sztandar).
Po niemieckim ataku na ZSRR w 1941 r. i spowodowanym nim wysiedleniu Niemców Nadwołżańskich, część z nich osiedlono w Kraju Ałtajskim, m.in. na terenie byłego rejonu niemieckiego.
Na fali reform związanych z rozpadem ZSRR w 1991 r. rejon niemiecki został utworzony ponownie. Rejon otrzymał sporą pomoc finansową ze strony rządu RFN, który sfinansował całkowicie lub współfinansował w kosztach budowy m.in. 3 mleczarni, 2 ubojni, 1 piekarni oraz szpitala.